# Jean-Michel-Marguerite de Laforge
Jean-Michel-Marguerite de Laforge, né le 7 décembre 1753 à Châteaudun (Eure-et-Loir) et mort le 6 avril 1830 dans cette même ville, fut un avocat français, député aux États généraux de 1789.

## Biographie
Jean-Michel-Marguerite de Laforge est le fils de Jean de Laforge et d'Hélène Morice de La Faucherie.
Avocat au parlement, exerçant en la justice de Châteaudun, Laforge est élu par le bailliage de Blois, le 23 mars 1789, député du Tiers état aux États généraux. Il vota avec la majorité sans paraître à la tribune, et devint, le 25 prairial an XI, conseiller général d'Eure-et-Loir.
Son fils, avocat, avoué et juge de paix à Châteaudun, sera conseiller général pour le canton de Bonneval jusqu'à son décès en 1847.

## Source
- « Jean-Michel-Marguerite de Laforge », dans Adolphe Robert et Gaston Cougny, Dictionnaire des parlementaires français, Edgar Bourloton, 1889-1891 [détail de l’édition]